# Salangane de Malabar
Aerodramus unicolor
Espèce
Synonymes
- Collocalia unicolor

Statut de conservation UICN

 LC  : Préoccupation mineure
La Salangane de Malabar (Aerodramus unicolor) est une espèce de salanganes, oiseaux proches du martinet et appartenant à la famille des apodidés.
C'est une espèce monotypique (non subdivisée en sous-espèces).

## Aire de répartition
Elle s'étend sur le sud-ouest de l'Inde et le Sri Lanka.